# Istoria științei
Obiectivul istoriei științei este de a cerceta apariția și evoluția istorică a științelor și a disciplinelor lor respective. Ea folosește în aceste scop printre altele metodele cercetării istorice. Oamenii de știință, care se ocupă cu istoria științei, deseori provin din disciplina pe care o analizează istoric, ceea ce, în domenii foarte complexe este indispensabil. În acest caz, istoria științei apare ca o parte istorică a respectivei discipline.

## Vezi și
- Istoria tehnologiei